# Wilmot (Nuevo Hampshire)
Wilmot es un pueblo ubicado en el condado de Merrimack en el estado estadounidense de Nuevo Hampshire. En el Censo de 2010 tenía una población de 1.358 habitantes y una densidad poblacional de 17,64 personas por km².

## Geografía
Wilmot se encuentra ubicado en las coordenadas 43°27′11″N 71°55′8″O / 43.45306, -71.91889. Según la Oficina del Censo de los Estados Unidos, Wilmot tiene una superficie total de 76.98 km², de la cual 76.44 km² corresponden a tierra firme y (0.71%) 0.55 km² es agua.

## Demografía
Según el censo de 2010, había 1.358 personas residiendo en Wilmot. La densidad de población era de 17,64 hab./km². De los 1.358 habitantes, Wilmot estaba compuesto por el 98.09% blancos, el 0.07% eran afroamericanos, el 0.15% eran amerindios, el 0.44% eran asiáticos, el 0% eran isleños del Pacífico, el 0.15% eran de otras razas y el 1.1% pertenecían a dos o más razas. Del total de la población el 0.66% eran hispanos o latinos de cualquier raza.